# Nicholas Soames

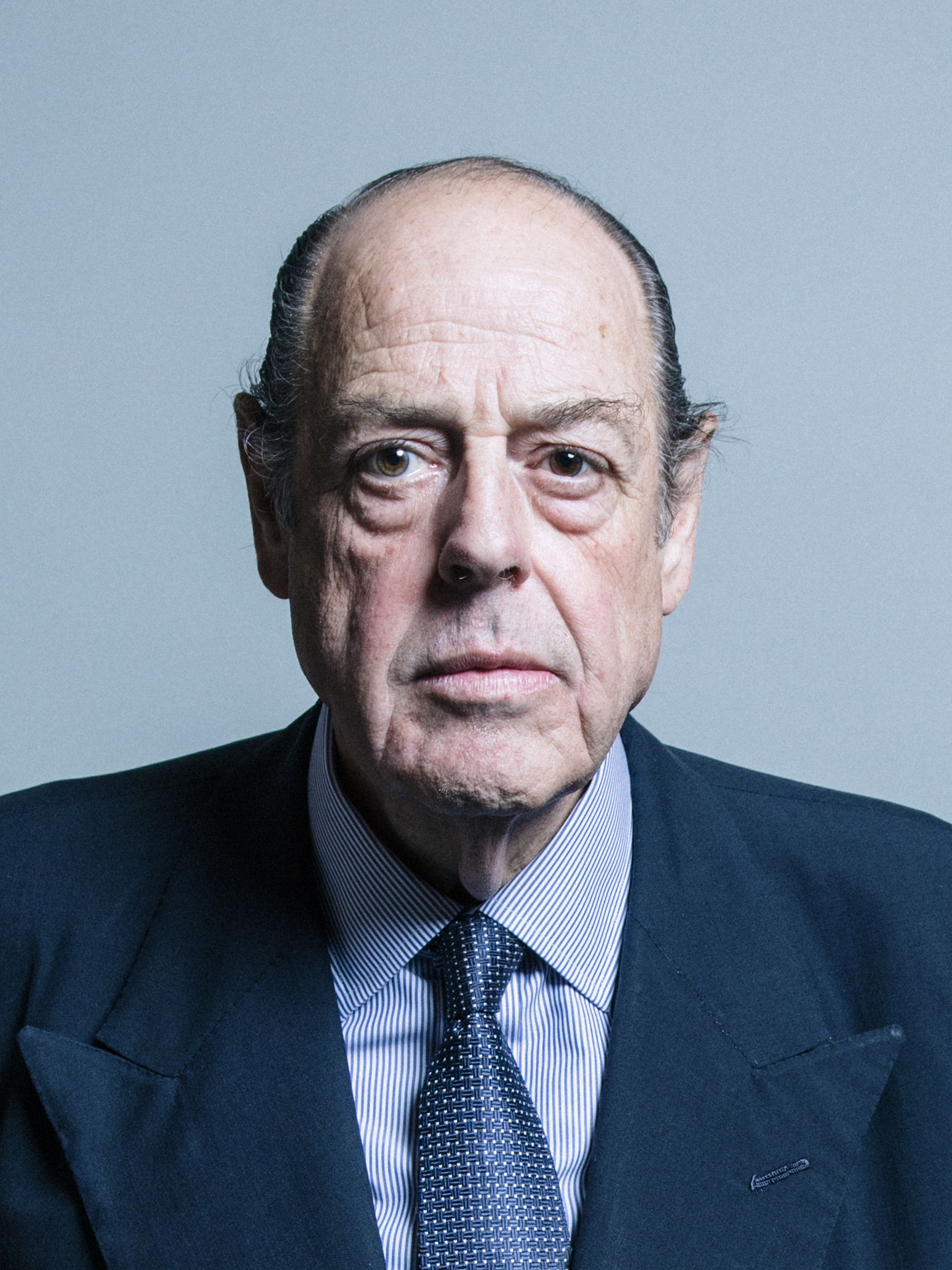
Nicholas Soames

Arthur Nicholas Winston Soames, Baron Soames of Fletching (* 12. Februar 1948 in Croydon, Surrey) ist ein britischer Politiker der Conservative Party.

## Leben
Er ist der älteste Sohn des britischen konservativen Politikers Christopher Soames, Baron Soames, aus dessen Ehe mit Mary Spencer-Churchill, Tochter des Premierministers Sir Winston Churchill. Sein Bruder ist der Unternehmer Rupert Soames. Er besuchte das Eton College und absolvierte eine Kadettenausbildung an der Mons Officer Cadet School in Aldershot. Von 1967 bis 1975 diente er als Second Lieutenant der 11th Hussars (Prince Albert’s Own) in der British Army. Als Offizier war er von 1970 bis 1972 Stallmeister (Extra Equerry) von Charles, Prince of Wales.
Seit der Britischen Unterhauswahl 1983 saß er 36 Jahre für die Conservative Party im House of Commons. Er war dort von 1983 bis 1997 Abgeordneter für das Borough Crawley in West Sussex und von 1997 bis 2019 Abgeordneter für das County Mid Sussex. Von 1992 bis 1994 war er Parlamentarischer Staatssekretär im Agrarministerium und von 1994 bis 1997 Staatsminister im Verteidigungsministerium des Vereinigten Königreichs im Kabinett von John Major. Er ist Mitglied des Privy Council. Im Rahmen der Birthday Honours wurde er 2014 als Knight Bachelor geadelt.
Vor dem EU-Mitgliedschaftsreferendum im Vereinigten Königreich 2016 sprach er sich gegen den Brexit aus, unterstützte ihn jedoch nach dem knappen Sieg der Brexiteers bei sämtlichen Abstimmungen im Unterhaus. Jedoch bestand er auf dem Abschluss eines Brexit-Abkommens mit der EU, um ein geregeltes Ausscheiden des Vereinigten Königreichs zu gewährleisten. Am 4. September 2019 wurde er nach seiner parlamentarischen Entscheidung im Unterhaus, erstmals mit der Opposition zu stimmen, um einen Austritt ohne Abkommen zu verhindern, auf Anweisung von Boris Johnson gemeinsam mit 20 weiteren Abgeordneten aus der Fraktion der Conservative Party ausgeschlossen. Dem im Dezember 2019 gewählten Unterhaus gehört er nicht mehr an.
Am 28. Oktober 2022 wurde er als Baron Soames of Fletching, of Fletching in the County of East Sussex, zum Life Peer erhoben und ist dadurch seither Mitglied des House of Lords.
Soames war von 1981 bis 1988 in erster Ehe mit Catherine Weatherall verheiratet und ist seit 1993 in zweiter Ehe mit Serena Smith verheiratet. Aus erster Ehe hat er einen Sohn und aus zweiter Ehe einen Sohn und eine Tochter.